# هانك هاريس
هانك هاريس (بالإنجليزية: Hank Harris)‏ هو ممثل أمريكي، ولد في 5 نوفمبر 1979 في الولايات المتحدة.

## وصلات خارجية
- هانك هاريس على موقع IMDb (الإنجليزية)
- هانك هاريس على موقع قاعدة بيانات الفيلم (الإنجليزية)